# Спартак-УГП
ФК «Спартак Анапа» — российский футбольный клуб из Анапы.

## Названия
- 1984—1988 — КСК.
- 1988—1995 — «Спартак».
- 1995 — «Гекрис».
- 1998—1999 — «Анапа».
- 2000—2004 — «Спартак».
- 2004—2007 — «Спартак-УГП».
- 2007—2009 — «Спартак».
- с 2024 — «Спартак Анапа».

## История
Созданная в 1984 году команда КСК (курортно-строительного комбината) в 1987 году дебютировала в Первенстве РСФСР среди КФК, где заняла 1-е место в 9-й зоне («Северный Кавказ»). В следующем году она стала играть во Второй лиге СССР под названием «Спартак».
В 1988—1989 годах «Спартак» выступал в 3-й зоне Второй лиги, в 1990—1991 — во Второй низшей лиге СССР (1990 — 4-я зона, 1991 — 5-я зона). В 1992—1993 годах выступал в зоне «Запад» Первой лиги России.
После реорганизации Первой лиги (когда стал проводиться единый турнир, а не 3 зональных) клуб оказался в зоне «Запад» Второй лиги, где выступал в 1994—1995 и 1997 годах (с перерывом на 1996 год, когда команда из-за сложного финансового положения оказалась лигой ниже — в 1-й зоне Третьей лиги, где заняла 1-е место).
С 1998 по 2008 год (с перерывами в 1999, 2000 и 2004 годах) клуб выступал в зоне «Юг» Второго дивизиона. В 2000 году играл в зоне «Кавказ» Любительской футбольной лиги, а в 2004 году — в зоне «Юг» ЛФЛ.
В 2008 году выступал в зоне «Юг» Второго дивизиона ПФЛ. Команду тогда возглавлял Лев Майоров, известный по выступлениям за новороссийский «Черноморец» и работавший в 2007 году вторым тренером.
В начале 2009 года команда прекратила существование из-за сложной финансовой ситуации.
В августе 2024 года произошло возрождение футбольного клуба «Спартак Анапа».

## Статистика выступлений в первенствах страны

### Первенство СССР
| Сезон | Лига/Дивизион      | Зона | Место    | Примечания                                                           |
| ----- | ------------------ | ---- | -------- | -------------------------------------------------------------------- |
| 1988  | Вторая лига        | 3    | 17 из 20 |                                                                      |
| 1989  | Вторая лига        | 3    | 10 из 22 | Переход во Вторую низшую лигу                                        |
| 1990  | Вторая низшая лига | 4    | 3 из 17  |                                                                      |
| 1991  | Вторая низшая лига | 5    | 1 из 22  | Выход во Вторую лигу СССР. Распад СССР. Переход в Первую лигу России |

### Первенство России
| Сезон | Лига/Дивизион                | Зона          | Место    | Кубок             | Примечания                           |
| ----- | ---------------------------- | ------------- | -------- | ----------------- | ------------------------------------ |
| 1992  | Первая лига                  | Запад         | 9 из 18  | 1/32              |                                      |
| 1993  | Первая лига                  | Запад         | 12 из 22 | 1/64              | Выбывание во Вторую лигу             |
| 1994  | Вторая лига                  | Запад         | 5 из 21  | 1/32              |                                      |
| 1995  | Вторая лига                  | Запад         | 4 из 22  | 1/256             | Добровольное понижение в Третью лигу |
| 1996  | Третья лига                  | 1             | 1 из 18  | —                 | Выход во Вторую лигу                 |
| 1997  | Вторая лига/ Второй дивизион | Запад         | 17 из 20 | 1/128             |                                      |
| 1998  | Вторая лига/ Второй дивизион | Юг            | 13 из 21 | 1/128             | Расформирование                      |
|       |                              |               |          |                   |                                      |
| 2000  | КФК                          | Кавказ        | 2 из 6   | —                 | Выход во Второй дивизион             |
| 2001  | Второй дивизион              | Юг            | 13 из 20 | 1/256             |                                      |
| 2002  | Второй дивизион              | Юг            | 6 из 21  | 1/256             |                                      |
| 2003  | Второй дивизион              | Юг            | 9 из 20  | 1/512             | Исключение из ПФЛ                    |
| 2004  | ЛФЛ/КФК                      | ЮФО           | 2 из 21  | поб. (КФК/Юг)     | Выход во Второй дивизион             |
| 2004  | ЛФЛ/КФК                      | Финал. турнир | 3 из 9   | поб. (КФК России) | Выход во Второй дивизион             |
| 2005  | Второй дивизион              | Юг            | 5 из 13  | 1/64              |                                      |
| 2006  | Второй дивизион              | Юг            | 4 из 17  | 1/32              |                                      |
| 2007  | Второй дивизион              | Юг            | 14 из 15 | 1/256             |                                      |
| 2008  | Второй дивизион              | Юг            | 17 из 18 | 1/256             | Расформирование                      |

## Достижения
- В первенстве РСФСР — 1-е место в зональном турнире (1987).
- В первенстве СССР — 1-е место в 5-й зоне второй низшей лиги (1991).
- В первенстве России — 9-е место в зоне «Запад» Первой лиги (1992).
- В Кубке России — 1/32 финала (1992/93, 1994/95, 2006/07).
- Обладатель Кубка Юга (2004)[3].
- Обладатель Кубка России среди КФК (2004)[3].

Самые крупные победы:
- В первенстве РСФСР —  7:0 («Иристон» Ардон, 1987).
- В первенстве СССР — 6:0 («Голубая Нива» Славянск-на-Кубани, 1990).
- В первенстве России — 13:0 («Спартак»-дубль Нальчик, 1996), 7:1 («Сочи-04», 2004).
- В первенстве России в КФК — 11:1 («Азов», 2004).

Самые крупные поражения:
- В первенстве СССР — 0:3 («Терек» Грозный, 1989).
- В первенстве России — 0:6 («Ангушт» Назрань, 2001).
- В Кубке России — 3:5 («Терек» Грозный, 2006).
- В первенстве России в КФК — 1:6 («Газпром-Бекенез» Карабудахкент, 2004), 0:5 («Центр-Р-Кавказ» Краснодар, 2000).

Рекордсмены клуба:
- Наибольшее количество игр за клуб: Иван Юдин — 320 матчей (в том числе 284 — в чемпионатах на профессиональном уровне).
- Лучший бомбардир: Тимур Закиров — 108 мячей.
- Лучший бомбардир за сезон: Дмитрий Александров — 29 мячей (2004).

## Главные тренеры
- Каланджан, Агоп Левонович (1984—1994)
- Аверьянов, Александр Николаевич (1994)
- Каланджан, Агоп Левонович (1995)
- Зазроев, Игорь Андреевич (1996-1997)
- Степанян, Калин Ервандович (1997)
- Каланджан, Агоп Левонович (1998)
- Каланджан, Агоп Левонович (2000)
- Цараев, Альберт Суликович (2001)
- Коблев, Анзор Заурович (2002)
- Закиров, Тимур Ильханович (2003—2006)
- Саркисов, Эдуард Рачикович (2007, по сентябрь)
- Майоров, Лев Николаевич (2008)
- Карнаухов, Андрей Иванович (2024-2025)
- Бойко Сергей Сергеевич (2025)